# Alfred R. Stevenson
Alfred R. Stevenson. (* 20. September 1973 in Obervellach, bürgerlich Stefan Rothschopf) ist ein österreichischer Komponist und Dirigent. Der Schwerpunkt seines Schaffens liegt beim sinfonischen Blasorchester, Bekanntheit erlangte er aber auch durch seine Kompositionen und Arrangements für Blechbläserensemble.

## Werdegang
Von Kindesbeinen an ließ Stevenson sich von Musik inspirieren und bekam  früh Trompetenunterricht bei  Christoph Vierbauch und später Posaunenunterricht bei Peter Vierbach. Nach dem Wechsel zu Rupert Hörmanseder ins Kärntner Landeskonservatorium in Klagenfurt und der Reifeprüfung in der Klagenfurter HTL Mössingerstraße trat er 1993 als Bassposaunist der Militärmusik Kärnten bei. Diese Funktion übte er bis ins Jahr 2010 aus. 
In dieser Zeit studierte er Blasorchesterleitung am Kärntner Landeskonservatorium in Klagenfurt – welches er 1995 mit Auszeichnung abschloss – und Komposition bei Karl Safaric, Thomas Doss und Franz Kühnel. Meisterkurse führten ihn zu H. Robert Reynolds, Maurice Hamers, Jan Cober, Dennis Johnson, Felix Hauswirth, Jan van der Roost und Karolos Trikolidis.
1995 wurde Stevenson zum Dirigenten der Trachtenkapelle Rangersdorf bestellt und arbeitete als Gastdirigent mit Amateur-Orchestern, darunter die Stadtkapelle Feldkirchen, die Werkskapelle der Knauf AMF Heradesign Ferndorf, die Kärntner Gebirgsschützenkapelle, die Stadtkapelle Spittal an der Drau und die Bundesbahner-Stadtkapelle Klagenfurt.
2004 erreichte er beim Kompositionswettbewerb des österreichischen Blasmusikverbandes mit seiner Ouverture to Avalon den 3. Platz.
2014 wurde sein Werk Fragments zum Pflichtstück des 9. österreichischen Blasmusikwettbewerbs gekürt.
Seine Werke sind bei den Verlagen Molenaar Edition, Tirol Musikverlag, Adler Musikverlag, und Seeber-Film erschienen. Bekanntheit erlangte er aber auch durch seine Kompositionen bzw. Arrangements für Brass Ensembles. So wurde z. B. seine Carinthian Music Academy (CMA) Fanfare von dem Brass of the Royal Concertgebouw Orchestra (RCO Brass) und dem European Brass Ensemble aufgeführt.

## Werke

### Werke für Blasorchester (Auswahl)
- Tamaras Song (A Tune without Words)

- Open the Doors!

- A Song for Beth (For Solo Soprano Saxophone and Band)

- Silence around the Lake (Symphonic Poem on a Theme by Günther Mittergradnegger)
- Fragments (Based on motives by Rudolf Kummerer)
- The Power of Love
- King of the Skies
- Odin
- Overture to Avalon
- Episodes (Tales from the South of Carinthia)

- Bis zu den Sternen (Marsch)
- Springer Marsch
- Gipfelstürmer (Konzertmarsch)
- Der Zukunft Voran! (Konzertmarsch)

- Aufzugsmarsch (Marsch aus der Operette "Eine Nacht in Venedig" von Johann Strauß Sohn)
- Caroussel-Marsch (Marsch von Johann Strauß Sohn)
- Prozeß-Polka (Polka schnell von Johann Strauß Sohn)

### Werke für Brass Ensemble (Auswahl)
- Im Biergarten (Polka)
- Meine Kinder (Polka)
- Mährische Freunde (Polka)
- Ein neuer Tag (Walzer)
- Die flotte Lotte (Polka)
- In da Großfragant
- Carinthian Music Academy (CMA) Fanfare

### Werke für Quartette
- Quartetmania 1 "Highlights der Unterhaltungsmusik"
- Quartetmania 2 "Oktoberfest"
- Quartetmania 3 "Bis zu den Sternen"
- Quartetmania 4 "Disney & more"
- Quartetmania 5 "Das Weihnachtsalbum"
- Quartetmania 6 "Hollywood"

## Diskographie (Auswahl)
- Goldene Blasmusik (SoundService; 2006–2007), Trachtenkapelle Rangersdorf – Dietmar Thaler (Dirigent)
- Overture to Avalon (Molenaar Edition; 2013), Conservatório de Música do Porto Wind Orchestra – Manuel Fernando Marinho Costa (Dirigent)
- Odin (Molenaar Edition; 2015), Academia de Música de Costa Cabral – Luís Carvalhoso (Dirigent), Altena Brassband – Jan Gerrit (Dirigent), Banda de Música da Força Aérea – Rui Silva und António Manuel Cardoso Rosado (Dirigenten)
- Concerto pour Grand Orchestre d'Harmonie (Molenaar Edition; 2015), Banda Sinfónica Portuguesa – José Rafael Pascual-Vilaplana (Dirigent)
- Au Cirque (Molenaar Edition; 2019), Banda Sinfónica da Polícia de Segurança Pública – José Manuel Ferreira Brito (Dirigent)

- Strauss & Co. (Seeber Film; 1998), Bundesbahner Stadtkapelle Klagenfurt – Michael Janesch (Dirigent)